# Whistle!
Whistle! (jap. ホイッスル! Hoissuru!) – manga wykreowana w 1998 roku przez Daisuke Higuchi'ego, która doczekała się 24 tomów i była publikowana w czasopiśmie Shūkan Shōnen Jump. W 2002 roku powstał serial anime złożony z 39 odcinków. Głównym bohaterem serii jest młody japoński piłkarz, Shō Kazamatsuri.

## Fabuła
Fabuła rozpoczyna się w momencie gdy młody chłopak o imieniu Shō Kazamatsuri, uczeń szkoły średniej przenosi się ze szkoły Musashi no Mori (słynącej ze świetnej drużyny piłki nożnej) do Sakury Jyōsui gdzie ma wreszcie nadzieję dostać się do szkolnej drużyny piłkarskiej, ponieważ w poprzedniej nie dostał takiej szansy. Jego nauczycielka Yuko Katori przedstawia go członkom drużyny jako byłego członka drużyny Musashi no Mori, którzy jednak są zdziwieni z powodu jego kiepskiej gry, dlatego są do niego nastawieni nieprzyjaźnie i wyśmiewają się z niego. Kapitan szkolnej drużyny piłkarskiej Tatsuya Mizuno mówi mu wprost, że nigdy nie dostanie szansy wystąpienia w pierwszym składzie. Po tych słowach Shō mimo swoich kiepskich warunków fizycznych nie poddaje się i bierze się ostro za trening, aby polepszyć swoje umiejętności i zasłużyć na miejsce w składzie.

## Muzyka
Opening
- „DOUBLE WIND”, w wykonaniu Minako Komukai

Ending
- „Sweet Days”, w wykonaniu Minako Komukai

## Obsada
Reżyser: Hiroshi Fukutomi 

Scenarzysta: Shin'ichi Yukimuro 

Muzyka: Toshihiko Sahashi         

Aktorzy:

Taiten Kusunoki - Soujyou Matsushita 

Kohei Kiyasu - Daichi Fuwa 

Chieko Higuchi - Tsubasa Shiina 
 
Kizatomi Nimura - Yusuke Morinaga 

Daisuke Ishikawa - Masaki Kurogawa 

Eiji Mizuue - Hitoyoshi Iga 

Hidenobu Kiuchi - Ojciec / Szef Policji / Shigeki Sato 
 
Hideomi Hanazawa - Satoshi Tsuruoka 

Hiroki Takahashi - Kou Kazamatsuri 

Hiroshi Shimozaki - Kapitan Clone / Saitou 
 
Hirotaka Nagase - Masato Takai 

Hitoshi Bifu - Souichirou Kirihara 

Katashi Ishizuka - Naoki Inoue 

Makoto Tomita - Kazuma Sanada 

Makoto Ueki - Yuuto Wakana 

Masaaki Ishikawa - Seiya Amano / Tenjou Ryoichi / Yuuichirou Sakuraba 
 
Masami Suzuki - Yuki Kojima 

Masaru Hotta - Yoshihiko Koga 

Mie Sonozaki - Akira Saionji 

Mika Ishibashi - Santa Yamaguchi 

Miki Haramoto - Yuko Katori 

Minako Komukai - Sho Kazamatsuri 
 
Miriko Nagahama - Ippei Toyama 

Naomi Matamura - Hiroyoshi Noro 

Noriko Namiki - Taki Sugihara 

Ryô Naitô - Katsurou Shibusawa 

Ryou Kubota - Kaoru Gomi 

Sachie Maruyama - Takumi Kasai 
 
Satoshi Tsuruoka  - Hideomi Hanazawa 
 
Shun Takagi - Mamoru Tanaka 

Takahiro Hirano - Eishi Kaku 

Takayuki Kondô - Seiji Fujishiro 

Takehiro Hasu - Yamamoto-sensei 

takeshi Maeda - Tatsuya Mizuno 

Teruaki Ogawa - Takashi Narumi 

Tony Hirota - Odenyano Oya-san (Oyassan) 

Yoshiaki Matsumoto - Shigeru Mamiya 

## Lista odcinków
1.		
Break Through The Wall

壁をつき破れ！

Kabe wo tsuki yabure!

2.		
Run With Teammates

仲間と共に走れ

Nakami to tomoni harshire!

3.		
Hit The Goal

ゴールを決めろ

Gooru wo kimero!

4.		
Never Give Up On The Future

未来（ゆめ）をあきらめるな

Mirai (yume) wo akirameru na!

5.		
Gotta Be The Forward

FWの座を勝ち取れ

FW no za wo kachitore!

6.		
Venge Forward

壁を抜け

Kabe wo nuke!

7.		
VOR!

誰よりも一番前に行け

Dareyori mo ichiban maeni ike!

8.		
Catch The Last Pass

ラストパスを受け止めろ

Rasuto pasu wo uketomero!

9.		
Leap Over The Wall

壁を越えろ

Kabe wo koero!

10.		
Grab A Position On The Team

レギュラーの座をつかめ

Regyuraa no za wo tsukame!

11.		
Back To The Field

フィールドに帰れ！

Fiirudo ni kaere!

12.		
Make A Way

スペースを作り出せ！

Supeesu wo tsukuridase!

13.		
Find Your Own Path

自分の道を切り拓け！

Jibun no michi wo kirihirake!

14.		
Run Over The Tears

涙の向こうへ駈け抜けろ！

Namida no mukou he kake nukero!

15.		
Go For The Ball

一瞬のボールに挑め！

Isshun no booru ni idome!

16.		
Let's Beat'em With Teamwork

チームワークでぶつかれ！

Chiimu waaku de butsukare!

17.		
Let It Go

悪夢を吹っ飛ばせ！

Akumu wo futtobase!

18.		
You Gotta Believe In Yourself

勝利を棄てるな！

Shouri wo suteru na!

19.		
Understanding One Another

心のままを受けいれろ!

Kokoro no mama wo ukeirero!

20.		
Feel My Friend's Pain

あいつの痛みを噛みしめろ！

Aitsu no itami wo kamishimero!

21.		
Always Run Ahead

どこまでも前へ走れ!

Doko made mo mae he hashire!

22.		
Fly With Your Friends

仲間と共に飛べ!

Nakama to tomoni tobe!

23.		
Pursue The Palpitation

ときめきを追いかけろ!

Tokmeki wo oikakero!

24.		
Aim For The World

世界をめざせ!

Sekai wo mezame!

25.		
Break Through Their Flat 3

フラット3を突き破れ!

Furatto shurii wo tsukiyabure!

26.		
See The Father At The Shoot

そのシュートに父を見ろ!

Sono shuuto ni chichi wo miro!

27.		
Take A Chance On The Unknown

未知数に賭けろ!

Michisuu ni kakero!

28.		
Beat Your Rival

ライバルを追い越せ!

Raibaru wo oikose!

29.		
Never Regret

ちからを出しきれ!

Chikara wo dashikire!

30.		
Control The Game

あいつを生かすパスを出せ!

Aitsu wo ikasu pasu wo dase!

31.		
Sharpen Your Skill

自分の武器を身につけろ！

Jibun no buki wo minitsukero!

32.		
Find Your Way Out

岐路から舞い上がれ!

Kiro kara mai uegare!

33.		
Back To Origin

原点に帰れ！

Genten ni kaere!

34.		
Be The Wind

風になれ！

Kaze ni nare!

35.		
Brand New Tomorrow

明日へ旅立て！

Ashita he tabidatsu!

36.		
Look At This Uniform

このユニホームに応えろ！

Kono yunihoomu ni kotaero!

37.		
Enjoy A Game

試合(ゲーム)を遊べ！

Shiai (Geemu) wo asobe!

38.		
Get A Chance

流れ(チャンス)を生かせ！

Nagare (Chansu) wo ikase!

39.		
Whistle For The Victory

勝利の笛(ホイッスル)を聞け！

Shouri no fue (hoissuru) wo kike!